# Proteuxoa tasmaniae
Proteuxoa tasmaniae là một loài bướm đêm trong họ Noctuidae.